# Ágios Vasíleios
Ágios Vasíleios (em grego:  Άγιος Βασίλειος) ou Ágios Vassilios é uma pequena aldeia que deu o nome ao município onde se encontra, no centro da ilha de Creta, Grécia, na unidade regional de Retimno. O município tem 354,3 km² de área e em 2011 tinha 7 427 (densidade: 21 hab./km²); a comuna de Ágios Vasíleios propriamente dita tinha 130 habitantes nesse ano.
O município foi criado pela reforma administrativa de 2011, que juntou os antigos municípios de Foinicas e Lampi, que passaram a ser as duas unidades municipais do novo município, o qual tem Spili como sua capital . A aldeia de Ágios Vasíleios encontra-se 10 km a oeste-noroeste de Spili e 20 km a sul de Retimno (distâncias por estrada).